# Havana (Kansas)
Havana è un comune degli Stati Uniti d'America, situato nello Stato del Kansas, nella contea di Montgomery.